# Foxhall Parker Keene
Foxhall Parker Keene   (San Francisco, 18 de desembre de 1867 - Ayer's Cliff, 25 de setembre de 1941) va ser un criador de cavalls de pura sang destinats a les curses de cavalls estatunidenc i medallista d'or als Jocs Olímpics de 1900 en la competició de polo com a membre de l'equip mixt  Foxhunters Hurlingham. En aquest equip també hi competien Denis St. George Daly, John Beresford, Frank MacKey i Sir Alfred Rawlinson. També fou un jugador amateur de tennis. Va ser considerat el millor jugador de polo estatunidenc durant vuit anys. Va disputar el U.S. Open de golf i fou pioner en les curses d'automobilisme, tot disputant la Gordon Bennett Cup el 1903. A banda de disputar curses a cavall, també fou membre fundador de National Steeplechase Association.